# 볼레뷔그드시

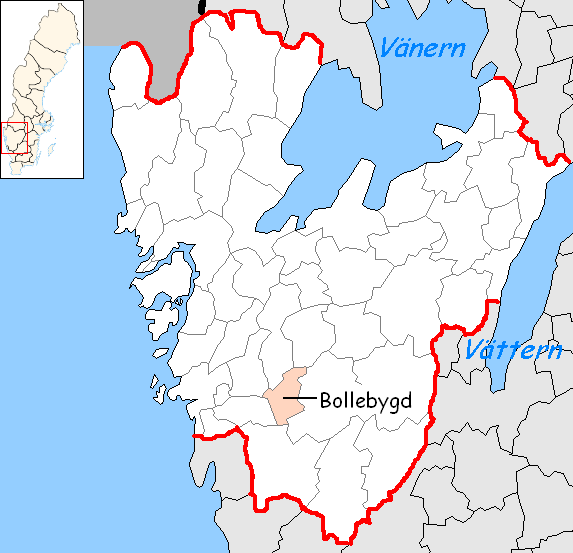
볼레뷔그드 시의 위치

볼레뷔그드시(스웨덴어: Bollebygds kommun)는 스웨덴 베스트라예탈란드주에 위치한 지방 자치체로 행정 중심지는 볼레뷔그드이며 면적은 282.39km2, 인구는 9,102명(2016년 12월 31일 기준), 인구 밀도는 32명/km2이다.

시 문장